# Propagandă nazistă
Germania Nazistă a fost unul din statele în care propaganda statală a atins un nivel fǎrǎ precedent până atunci de saturare și perfecționare, atingâng constant pragul intoxicării nocive, poate cu excepția, mai ales ulterioară, a Uniunii Sovietice, în care a excelat în mai multe perioade.

## „Promi”
Propaganda a fost studiată, inițiată, controlată și executată la nivel național, fiind destinată atât populației locale, dar și restului lumii. A fost realizată cu un întreg arsenal de mijloace științifice și tehnologice printre care statistica, radioul, presa și tipăriturile. Părintele acesteia, vârful „aisbergului”, a fost Joseph Goebbels, primul și singurul ministru al propagandei al celui de-al Treilea Reich.
Astfel, cu rare excepții, cea mai mare parte a propagandei în Germania Nazistă a fost produsă oficial de Ministerul Propagandei Reich-ului (pe scurt, Propagandaministerium, dar pe numele său complet, Reichsministerium für Volksaufklärung und Propaganda tradus Ministerul Reich-ului pentru clarificarea (lămurirea) populației și propagandă), creat și condus de Goebbels. Plasat în fruntea nou creatului „Promi” (prescurtare mai mult sau mai puțin afectivă de la Propagandaministerium) imediat după preluarea puterii de către Adolf Hitler în 1933, Goebbels a exercitat un control total asupra cuvântului scris, vorbit, cântat, tipărit sau filmat. Absolut toți jurnaliștii, scriitorii, editorialiștii, muzicienii, artiștii și realizatorii de filme trebuiau să se înregistreze la una din camerele Ministerului Propagandei special dedicate presei, artelor vizuale, muzicii, teatrului, literaturii, filmului sau radioului.

## Copierea unui model anterior
Naziștii erau ferm convinși că propaganda era un instrument vital în obținerea scopurilor lor. Urmărind modelul anterior, oferit de propaganda eficientă a forțelor aliate din timpul primului război mondial, de care Führer-ul însuși fusese impresionat, naziștii doreau să perfecționeze și să îmbunătățească modul în care propaganda fusese folosită anterior. Atât Hitler cât și acoliții săi credeau ferm că prăbușirea morală a populației, a Marinei imperiale germane în 1918 și, în general, a trupelor Germaniei, respectiv revoltele din patrie s-ar fi datorat în primul rând propagandei eficiente făcute de forțele aliate atât pe fronturile de luptă cât și pe teritoriul Germaniei unde nu se duceau lupte (vedeți și Dolchstoßlegende).
Hitler avea întâlniri aproape zilnice cu Goebbels pentru a discuta știrile zilei, iar acesta avea în acest mod acces direct la gândurile intime și opiniile Führer-ului privind orice. Goebbels, se întâlnea apoi cu oficialii Ministerului Propagandei pentru a prelucra și distribui informațiile așa cum Hitler însuși ar fi dorit să o facă. Astfel, se dădea tonul pentru linia oficială a Partidului Nazist privind evenimentele în lume. Oricare din jurnaliști și realizatori de programe de radio aveau nevoie de o aprobare oficială specială din partea „Promi” pentru a putea publica sau difuza materialele lor.

## „Audiențele” diferite ale propagandei naziste
Înainte de declanșarea celui de-Al Doilea Război Mondial, propaganda nazistă avea câteva (fixe) audiențe distincte cărora li se adresa: 
- Germanilor din Germania li se amintea și reamintea continuu de bătălia extraordinară a partidului nazist (național-socialist) și a Germaniei înșiși împotriva inamicilor (reali sau pretinși) externi și interni, mai ales evrei;
- Etnicilor germani din țări precum Cehoslovacia, Polonia, Uniunea Sovietică și republicilor baltice li se spunea mereu că legăturile lor de sânge cu patria (germană Vaterland) și de naționalitate ar fi fost mult mai puternice decât jurămintele lor cetățenești față de „noile” lor țări.
- Populațiilor din statele inamice potențiale ale Germaniei, în special celor civile din Franța și Marea Britanie, li se repeta mereu că Germania nu are absolut nimic de împărțit sau de rezolvat cu acestea, dar că guvernele țărilor lor încercau să pornească un război contra Germaniei ("răul" ar fi fost deci, în afara Germaniei).
- În sfârșit, tuturor tipurilor de audiențe li se repeta cu insistență despre, o pretinsă măreție culturală, științifică, tehnologică și militară a germanilor și a Germaniei (neegalată, adică).

## Începutul sfârșitului
Până la încheierea bătăliei de la Stalingrad la 4 februarie 1943, propaganda germană sublinia mereu puterea militară a Germaniei și așa-zisa umanitate pe care soldații germani o arătau tuturor oamenilor din teritoriile ocupate de către Wehrmacht. Piloții avioanelor militare aliate, dar mai ales cei ale flotelor care bombardau Germania, erau prezentați ca niște lași, iar americanii, în special, erau prezentați ca niște gangsteri criminali, însetați de sânge, aidoma lui Al Capone. Simultan, propaganda nazistă căuta să asmute americanii și britanici între ei, pe de o parte, respectiv aliații vestici contra Uniunii Sovietice, pe de altă parte.
După eșecul evident de la Stalingrad, care urma să devină începutul sfârșitului pentru supremația militară a Germaniei Naziste, tema majoră s-a schimbat, devenind cea a Germaniei salvatoare a „culturii europene vestice” de asaltul iminent al „barbarelor hoarde bolșevice.” În același timp, introducerea „armelor de răzbunare” V-1 și V-2 era prezentată „publicului” britanic ca o dovadă clară a lipsei oricărei speranțe ca Germania să fie vreodată învinsă.

## Regizarea unei minciunisfruntate[necesităcitare]
În ziua de 23 iunie 1944, naziștii au permis Crucii Roșii să viziteze lagărul de concentare de la Theresienstadt (astăzi Terezin în Cehia) pentru a risipi rumorile legate de așa-numita „Soluție Finală a întrebării legate de evrei” (în germană, „Endlösung der Judenfrage”). De fapt, Theresienstadt era doar un lagăr de tranziție aflat pe drumul spre alte lagăre de exterminare.
Efortul făcut de propaganda nazistă a fost extrem de „sofisticat” în regizare, întrucât au fost create tot felul de clădiri, inclusiv magazine și cafenele false, pentru a sugera că evreii locuiesc într-un confort relativ față de situația existentă de război generalizat european. Oaspeților li s-a oferit până și un spectacol de operă pentru copii, Brundibar, scrisă de unul dintre deținuți, Hans Krása.
Pregătirea vizitei Crucii Roșii din iunie a fost îndelung regizată și continuu îmbunătățită. Minciuna sfruntată a propagandei naziste a dat rezultate atât de bune, încât Ministerul Propagandei a decis să realizeze, înaintea vizitei, un film de propagandă la „fardatul” Theresienstadt. Filmările au început la 26 februarie 1944 și au durat ceva timp. Regizat de Kurt Gerron, unul dintre deținuți, filmul dorea să arate foarte limpede cum evreii trăiau sub „protecția binevoitoare” a celui de-al Treilea Reich. După terminarea filmărilor și a montării filmului, majoritatea distribuției filmului și realizatorii acestuia, incluzând regizorul însuși, au fost trimiși la lagărul de exterminare de la Auschwitz.

## Finalul
Goebbels s-a sinucis la 1 mai 1945, a doua zi după sinuciderea lui Adolf Hitler din 30 aprilie. Hans Fritzsche (1900 - 1953), adjunctul său, care a fost șeful Departamentului Radio, a fost judecat și achitat de către Tribunalul crimelor de război de la Nürnberg, dar a fost judecat de un tribunal vest-german de denazificare și a fost condamnat la 9 ani de închisoare.